# Paul Szczurek
Paul Szczurek (Königshütte, Polonia, 26 de junio de 1908 - Cracovia, Polonia, 24 de enero de 1948) fue un militar (SS-Unterscharführer) polaco de nacionalidad alemana, miembro del personal del campo de concentración de Auschwitz-Birkenau y criminal nazi.

## Biografía
Nació en Königshütte (ahora Chorzów) en la Alta Silesia —actualmente situada en el voivodato de Silesia en Polonia—, era ciudadano polaco de nacionalidad alemana (en alemán: Volksdeutscher aus Polen). Según testificó posteriormente en el juicio que lo condenó a muerte: «Me sentí polaco hasta septiembre de 1939». Se graduó en la escuela primaria y luego trabajó en una siderurgia. Antes de unirse a las Schutzstaffel (n.º 430062) en enero de 1940 sirvió en el ejército polaco como sargento. En octubre de 1940, fue destinado al campo de exterminio de Auschwitz, donde sirvió hasta enero de 1945, tanto en el campo principal como en los subcampos de Świętochłowice,Monowice y Hubertushütte. Se desempeñó como guardia de un bloque de prisioneros (Blockführer) y empleado de la oficina de censura para cartas y paquetes para los prisioneros. El 1 de mayo de 1944 obtuvo el rango de Unterscharführer (cabo).
Dentro del campo era uno de los encargados de seleccionar a los judíos que ingresaban; era conocido por su brutalidad,golpeaba brutalmente a sus víctimas tanto mientras descargaba los transportes como mientras las llevaba a las cámaras de gas. También cometió varios asesinatos individuales, entre ellos: ejecuciones en el «muro de la muerte» en el bloque n.º 11. Además, trató cruelmente a los prisioneros independientemente de su edad y sexo, golpeándolos brutalmente, atacándolos con perros y organizando ejercicios punitivos.
El 22 de diciembre de 1947, en el primer juicio de Auschwitz ante el Tribunal Supremo Nacional de Cracovia, Paul Szczurek fue condenado a muerte en la horca por sus crímenes. La sentencia se ejecutó el 24 de enero de 1948 en la prisión de Montelupich en Cracovia.